# Copa São Paulo de Futebol Júnior de 1980
A Copa São Paulo de Futebol Júnior de 1980, foi a 12ª edição da "copinha". Aconteceu entre 6 e 20 de janeiro. Nessa edição, o Internacional, conquistou pela 3ª vez, o título da Copa São Paulo, vencendo o Atlético Mineiro na final, por 3 a 0.
Nesta Copa São Paulo, tivemos pela primeira vez, a participação de uma equipe estrangeira: o Provindencia do México. 

## Regulamento
A Competição será disputada em 4 fases: primeira fase, quartas-de-final, semifinal e final. Participaram da primeira fase um total de 16 clubes, divididos em 4 grupos, portanto de A a D.
Na  primeira fase os clubes jogaram entre si, dentro do grupo em turno único, classificando-se para as quartas-de-final, os dois melhores clubes que obtiveram o maior número de pontos ganhos nos respectivos grupos.
Ao término da primeira fase, em eventual igualdade de pontos ganhos entre dois ou mais clubes, aplicou-se, sucessivamente, os seguintes critérios:
- Confronto direto (somente no empate entre dois clubes)
- Maior saldo de gols
- Maior número de vitórias
- Maior número de gols marcados
- Sorteio

## Equipes participantes
Estas são as 16 equipes que participaram desta edição:
| Estado/País       | Equipe            |
| ----------------- | ----------------- |
| Minas Gerais      | C Atlético-MG     |
| Minas Gerais      | Cruzeiro EC       |
| Paraná            | SE Matsubara      |
| Rio de Janeiro    | Botafogo FR       |
| Rio de Janeiro    | Fluminense FC     |
| Rio Grande do Sul | Grêmio FPA        |
| Rio Grande do Sul | SC Internacional  |
| São Paulo         | SC Corinthians P  |
| São Paulo         | Guarani FC        |
| São Paulo         | CA Juventus       |
| São Paulo         | Marília FC        |
| São Paulo         | SE Palmeiras      |
| São Paulo         | A Portuguesa D    |
| São Paulo         | Santos FC         |
| São Paulo         | São Paulo FC      |
| México            | CD Providencia FC |

## Primeira fase

### Grupo A São Paulo/Santos
| Time             | Pts | J | V | E | D | GP | GS | SG |
| ---------------- | --- | - | - | - | - | -- | -- | -- |
| Corinthians      | 5   | 3 | 2 | 1 | 0 | 5  | 1  | +4 |
| Atlético Mineiro | 4   | 3 | 1 | 2 | 0 | 4  | 1  | +3 |
| São Paulo        | 2   | 3 | 0 | 2 | 1 | 0  | 1  | -1 |
| Botafogo         | 1   | 3 | 0 | 1 | 2 | 0  | 6  | -6 |

| 6 de janeiro | São Paulo | 0 – 0 | Atlético Mineiro | Morumbi |
|              |           |       |                  |         |

| 6 de janeiro | Corinthians | 3 – 0 | Botafogo | Pacaembu |
|              |             |       |          |          |

| 9 de janeiro | São Paulo | 0 – 1 | Corinthians | Vila Belmiro |
|              |           |       |             |              |

| 9 de janeiro | Botafogo | 0 – 3 | Atlético Mineiro | Pacaembu |
|              |          |       |                  |          |

| 12 de janeiro | São Paulo | 0 – 0 | Botafogo | Morumbi |
|               |           |       |          |         |

| 12 de janeiro | Corinthians | 1 – 1 | Atlético Mineiro | Pacemb |
|               |             |       |                  |        |

### Grupo B São Paulo
| Time        | Pts | J | V | E | D | GP | GS | SG |
| ----------- | --- | - | - | - | - | -- | -- | -- |
| Matsubara   | 4   | 3 | 2 | 0 | 1 | 5  | 1  | +4 |
| Palmeiras   | 3   | 3 | 1 | 1 | 1 | 1  | 1  | 0  |
| Juventus-SP | 3   | 3 | 1 | 1 | 1 | 1  | 4  | -3 |
| Grêmio      | 2   | 3 | 1 | 0 | 2 | 1  | 2  | -1 |

| 6 de janeiro | Juventus-SP | 1 – 0 | Grêmio | Rua Javari |
|              |             |       |        |            |

| 6 de janeiro | Palmeiras   | 1 – 0 | Matsubara | Estádio da Rua Javari, São Paulo |
|              | Julio Cesar |       |           | Árbitro: Rubens Vera Fuzaro      |

- Palmeiras:  Martorelli; Nenê, Deda, Miranda e Carlão; Adauto, Carlos e Osmir; Adval (Luís Antônio), Julio Cesar e Rodrigues (Ricardo).
- Matsubara:  André; Djalma Braga, Newmar, Toninho Carlos e Joel; Costa, Ronaldo e Mário Sérgio; Vanderlei (Osmair), Paulinho (Ratti) e Djalma Bahia.

| 9 de janeiro | Grêmio | 0 – 1 | Matsubara | Morumbi |
|              |        |       |           |         |

| 9 de janeiro | Juventus-SP | 0 – 0 | Palmeiras | Pacaembu |
|              |             |       |           |          |

| 12 de janeiro | Juventus-SP | 0 – 4 | Matsubara | Rua Javari |
|               |             |       |           |            |

| 12 de janeiro | Palmeiras | 0 – 1 | Grêmio | Rua Javari |
|               |           |       |        |            |

### Grupo C Campinas/São Paulo
| Time       | Pts | J | V | E | D | GP | GS | SG |
| ---------- | --- | - | - | - | - | -- | -- | -- |
| Guarani    | 5   | 3 | 2 | 1 | 0 | 3  | 1  | +2 |
| Fluminense | 3   | 3 | 0 | 3 | 0 | 0  | 0  | 0  |
| Portuguesa | 2   | 3 | 0 | 2 | 1 | 2  | 3  | -1 |
| Cruzeiro   | 2   | 3 | 0 | 2 | 1 | 1  | 2  | -1 |

| 6 de janeiro | Guarani | 1 – 0 | Cruzeiro | Brinco de Ouro |
|              |         |       |          |                |

| 7 de janeiro | Portuguesa | 0 – 0 | Fluminense | Canindé |
|              |            |       |            |         |

| 9 de janeiro | Cruzeiro | 0 – 0 | Fluminense | Canindé |
|              |          |       |            |         |

| 9 de janeiro | Portuguesa | 1 – 2 | Guarani | Cerecamp |
|              |            |       |         |          |

| 12 de janeiro | Guarani | 0 – 0 | Fluminense | Cerecamp |
|               |         |       |            |          |

| 12 de janeiro | Portuguesa | 1 – 1 | Cruzeiro | Canindé |
|               |            |       |          |         |

### Grupo D Marilía
| Time          | Pts | J | V | E | D | GP | GS | SG |
| ------------- | --- | - | - | - | - | -- | -- | -- |
| Internacional | 6   | 3 | 3 | 0 | 0 | 4  | 0  | +4 |
| Santos        | 4   | 3 | 2 | 0 | 1 | 4  | 3  | +1 |
| Marília       | 2   | 3 | 1 | 0 | 2 | 6  | 4  | +2 |
| Providencia   | 0   | 3 | 0 | 0 | 3 | 1  | 8  | -7 |

| 6 de janeiro | Santos | 0 – 2 | Internacional | Bento de Abreu |
|              |        |       |               |                |

| 6 de janeiro | Marília | 5 – 1 | Providencia | CT Marília |
|              |         |       |             |            |

| 9 de janeiro | Internacional | 1 – 0 | Providencia | Bento de Abreu |
|              |               |       |             |                |

| 9 de janeiro | Marília | 1 – 2 | Santos | Bento de Abreu |
|              |         |       |        |                |

| 12 de janeiro | Marília | 0 – 1 | Internacional | Bento de Abreu |
|               |         |       |               |                |

| 12 de janeiro | Santos | 2 – 0 | Providencia | Bento de Abreu |
|               |        |       |             |                |

## Fase final

### Tabela
|  | Quartas-de-final | Quartas-de-final | Quartas-de-final |               |           | Semifinais    | Semifinais | Semifinais |  |  | Final | Final            | Final |
|  |                  |                  |                  |               |           |               |            |            |  |  |       |                  |       |
|  | 1A               | Corinthians      | 1                |               |           |               |            |            |  |  |       |                  |       |
|  | 2C               | Fluminense       | 0                |               |           |               |            |            |  |  |       |                  |       |
|  | 2C               | Fluminense       | 0                |               | 1A        | Corinthians   | 0          |            |  |  |       |                  |       |
|  |                  |                  |                  |               | 1A        | Corinthians   | 0          |            |  |  |       |                  |       |
|  |                  | 2A               | Atlético Mineiro | 1             |           |               |            |            |  |  |       |                  |       |
|  | 1C               | 2A               | Atlético Mineiro | 1             | Guarani   | 0             |            |            |  |  |       |                  |       |
|  | 1C               |                  |                  |               | Guarani   | 0             |            |            |  |  |       |                  |       |
|  | 2A               | Atlético Mineiro | 1                |               |           |               |            |            |  |  |       |                  |       |
|  |                  |                  |                  |               |           |               |            |            |  |  | 2A    | Atlético Mineiro | 0     |
|  |                  |                  | 1D               | Internacional | 3         |               |            |            |  |  |       |                  |       |
|  | 1D               | Internacional    | 4                |               |           |               |            |            |  |  |       |                  |       |
|  | 2B               | Palmeiras        | 3                |               |           |               |            |            |  |  |       |                  |       |
|  | 2B               | Palmeiras        | 3                |               | 1D        | Internacional | 1          |            |  |  |       |                  |       |
|  |                  |                  |                  |               | 1D        | Internacional | 1          |            |  |  |       |                  |       |
|  |                  | 1B               | Matsubara        | 0             |           |               |            |            |  |  |       |                  |       |
|  | 1B               | 1B               | Matsubara        | 0             | Matsubara | 2             |            |            |  |  |       |                  |       |
|  | 1B               |                  |                  |               | Matsubara | 2             |            |            |  |  |       |                  |       |
|  | 2D               | Santos           | 1                |               |           |               |            |            |  |  |       |                  |       |

### Quartas-de-final
| 15 de janeiro | Guarani | 0 – 1 | Atlético Mineiro | Brinco de Ouro |
|               |         |       |                  |                |

| 15 de janeiro | Matsubara | 2 – 1 | Santos | Vila Belmiro |
|               |           |       |        |              |

| 15 de janeiro | Internacional | 4 – 3 | Palmeiras | Brinco de Ouro |
|               |               |       |           |                |

| 15 de janeiro | Corinthians | 1 – 0 | Fluminense | Pacaembu |
|               |             |       |            |          |

### Semi-final
| 17 de janeiro | Internacional | 1 – 0 | Matsubara | Vila Belmiro |
|               |               |       |           |              |

| 17 de janeiro | Corinthians | 0 – 1 | Atlético Mineiro | Pacaembu |
|               |             |       |                  |          |

### Final
| 20 de janeiro | Atlético Mineiro | 0 – 3 | Internacional                               | Estádio do Pacaembu, São Paulo                |
|               |                  |       | Sílvio 50' · Popeia 59' (pen) · Rogério 73' | Público: 20 000 Árbitro: José de Assis Aragão |

- Atlético-MG: Martinelli; Tonhão, Fred, Alexandre e Erado (Salvador); Paulo Martins, Helinho e Jânio (Marco Aurélio); Ludo, Henry e Tita. Técnico: Dawson Laviola
- Internacional: Gilmar; Antônio Augusto (Califa), João Carlos, Amauri e Paulomar; Jorginho, Ico e Rogério; Popéia, Silvio e Giba (Borracha). Técnico: Abílio Reis

## Premiação
| Copa São Paulo de Futebol Júnior de 1980 |
| Rio Grande do Sul                        |
| ---------------------------------------- |
| INTERNACIONAL Campeão (3º título)        |